# Histoires paradoxales
Histoires paradoxales est le trentième tome, et le dix-huitième volume de la deuxième série, de La Grande Anthologie de la science-fiction.
Il comprend quinze nouvelles de science-fiction.
La couverture a été réalisée par Philippe Adamov et la préface rédigée par Demètre Ioakimidis.

## Publication
- Demètre Ioakimidis (dir.), Histoires paradoxales, Le Livre de poche no 3815, 1984, 437 p., 11 x 16,5 cm  (ISBN 2-253-03559-9).

## Extrait de la préface
« (…) Est paradoxal, cela va sans dire, ce qui tient du paradoxe. Et un paradoxe, au sens large, est quelque chose de contraire à l'opinion commune, au jugement ordinaire. À ce point de vue, tout voyage dans le temps est paradoxal, et l'adjectif — pris dans ce sens large — s'applique à tous les récits contenus dans le présent volume. Plusieurs de ces récits sont également paradoxaux au second sens de l'adjectif, habituellement utilisé en logique : dans ce domaine, on nomme paradoxe la situation qui est créée lorsque des prémisses généralement acceptées comme vraies conduisent, par des déductions valables, à une conclusion qui contredit ces prémisses ou qui s'oppose à d'autres faits ou propositions généralement admis. En science-fiction, le voyage dans le temps donne en particulier naissance à des paradoxes où l'effet peut devenir la cause, où l'effet annule la cause, où une série d'événements s'enchaînent en boucle fermée. Les pages qui suivent présentent aussi des récits qui sont paradoxaux dans ce sens plus étroit. (…)

(…) Il y a en fait gros à parier que la machine temporelle restera présente tant que survivra l'univers de la science-fiction. Elle n'est pas moins changeante, moins protéiforme, moins versatile sous ses divers aspects, que le temps lui-même. Elle est un véhicule pour aventuriers, un outil de travail pour historiens, une commodité pour touristes blasés, bien d'autres choses encore. Elle ouvre des paradoxes et donne l'illusion de les fermer parfois, elle parcourt des trajectoires en forme de boucle à quatre dimensions. Si on n'a pas de machine à explorer le temps, on a le temps. Même si la première reste un appareil imaginaire, elle permet de mieux interroger les apparences multiples du second. C'est là un paradoxe supplémentaire qu'on peut lui associer. »
— Préface de Demètre Ioakimidis, p. 8-9 et 20

## Liste des nouvelles

### La Forêt de Zil
- Auteur : Kris Ottman Neville (en)
- Titre original : The Forest of Zil
- Publication : 1967
- Place dans l’anthologie : p. 21 à 28
- Résumé : Sur une lointaine planète qu'une expédition spatiale humaine vient de découvrir, se trouve une forêt dont les feuilles bruissent sous l'effet du vent en faisant zil, zil, zil. Une forêt géante, puissante, invulnérable. Quand les humains se mettent à couper quelques arbres, elle se défend en faisant disparaître les écrits imprimés sur les livres humains. Finalement, l'humanité perd son écriture, et donc l'ensemble de ses écrits, et par conséquent son histoire ; reste la forêt de Zil, éternelle, immuable, impassible.
- Liens externes :
  - Fiche sur iSFdb
  - « Fiche » sur le site NooSFere

### Errance au bord de l'oubli
- Auteur : Edward Mackin, pseudonyme de Ralph McInerny
- Titre original : The Unremembered
- Publication : 1964
- Place dans l’anthologie : p. 29 à 46
- Résumé : Dans un monde dystopique et incompréhensible, des personnes se croisent, se perdent, se découvrent, s'oublient…
- Liens externes :
  - Fiche sur iSFdb
  - « Fiche » sur le site NooSFere

### L'Étrange Visiteur
- Auteurs : Gordon G. Dewey [1] et Max Dancey [2]
- Titre original : Two Way Stretch
- Publication : 1953
- Place dans l’anthologie : p. 47 à 98
- Résumé : Steve et Roger font la connaissance d'un étranger, prénommé Morlan qui, demandant à voir leur ami Terry, se comporte bizarrement :

• le lundi soir, il demande des nouvelles d'Anne, la compagne de Terry ; il se bat avec Roger ; il pose une devinette étrange à Steve, attendant une réponse de Steve ;

• le mardi soir, il demande à nouveau des nouvelles d'Anne ; il se fait pourchasser par Roger en raison de la bagarre de la veille ;

• le mercredi soir, alors qu'Anne vient de subir un accident de la route, Morlan sauve la vie de la jeune femme ;

• le jeudi soir, il se présente comme s'il ignorait qui est Anne ; quand Steve évoque la devinette posée lundi par Morlan, ce dernier lui répond qu'il ne connaît pas la réponse ;

• le vendredi soir, Steve découvre la surprenante raison de ce comportement : tandis que Roger et Steve vivent leur vie sur le mode chronologique « normal », Morlan remonte le temps et « voyage dans le temps à reculons » (vendredi, jeudi, mercredi, etc) !

Steve trouve un moyen pour communiquer avec lui. Une fois que Morlan a repris « le cours normal chronologique », il leur explique qu'il n'est pas humain, qu'il vient du futur et qu'il a une mission essentielle : ramener avec lui Terry, qui a développé une science restée embryonnaire concernant l'antimatière. L'univers de l'avenir est en effet menacé de destruction par une guerre entre matière et antimatière intelligentes. Terry et Anne partent avec Morlan. Roger de son côté découvre dans le journal daté du dimanche à venir (mais ramené par Morlan le mercredi de l'avant-veille) qu'un accident de tribune au champ de courses hippiques va faire des douzaines de morts samedi, dont Steve. Enfermant Steve dans sa chambre après lui avoir subtilisé ses vêtements, Roger se rend au champ de courses pour jouer, fort de sa connaissance des résultats et de la certitude qu'il vient de changer l'avenir et de sauver la vie de Steve. Mais lorsque la tribune s'effondre, Roger est tué, et son cadavre est pris pour celui de son ami, car il portait le manteau de Steve, avec ses papiers d'identité dans la poche. Roger mort, Terry et Anne partis avec Morlan, Steve se retrouve bien seul…
- Liens externes :
  - Fiche sur iSFdb
  - « Fiche » sur le site NooSFere

### Idylle dans un relais temporel duXIesiècle
- Auteur : Robert Franklin Young
- Titre original : Romance in an Eleventh Century Recharging Station
- Publication : 1965
- Place dans l’anthologie : p. 99 à 111
- Résumé : Archer Frend, qui voyage dans le temps, vient du XXVIe siècle. Obligé de recharger son appareil en énergie temporelle, l'ordinateur de bord le dirige automatiquement et directement vers le Relais temporel le plus proche, en l'occurrence le Relais du XIe siècle. Après moult tâtonnements, il parvient à découvrir l'endroit où se situe le Relais : dans un château, éloigné de tout. Archer Frend se dirige vers le château, et découvre un spectacle assez étonnant : toutes les personnes vivant dans le château semblent totalement paralysées ou pétrifiées, mais en ayant gardé leurs postures antérieures à leur pétrification. Il cherche le commutateur du Relais, et le trouve au sommet du château, dans la chambre d'une jeune fille d'environ 18 ans qui, sans doute par mégarde, avait actionné le mécanisme. Il réenclenche le mécanisme, et les habitants du château sortent de la torpeur qui les avait paralysés pendant des années. Et Archer Frend, voyant les doux traits de la jeune fille, n'est plus aussi pressé qu'auparavant de retourner vivre dans l'air froid et gris de son époque. Il se dit qu'il pourrait tenter de courtiser la jeune fille, et de vivre en cette époque le restant de son existence…
- Article connexe : La Belle au bois dormant
- Liens externes :
  - Fiche sur iSFdb
  - « Fiche » sur le site NooSFere

### Le Choix
- Micronouvelle
- Auteur : Waylan Hilton-Young
- Titre original : The Choice
- Publication : 1952
- Place dans l’anthologie : p. 113-114
- Résumé : Un scientifique, Williams, part dans le futur équipé d'un magnétophone, d'un appareil-photo et d'un carnet avec stylo. À son retour du voyage temporel, surprise ! : le carnet est vide, le magnétophone ne contient aucun enregistrement et l'appareil-photo aucune photo. Le scientifique explique qu'il est amnésique et qu'il ne se souvient de rien. Son meilleur ami lui demande ce qu'il s'est passé et s'il se souvient de quelque chose. Williams lui répond qu'il ne se souvient que d'une chose : on lui a tout fait voir et on lui a laissé le choix de s'en souvenir ou pas après mon retour. Et il a choisi de ne rien se souvenir du tout… On se demande bien pourquoi…
- Liens externes :
  - Fiche sur iSFdb
  - « Fiche » sur le site NooSFere

### Un homme dans son temps
- Auteur : Brian Aldiss.
- Titre original : Man in his Time.
- Publication : avril 1965 dans le magazine Science Fantasy.
- Place dans l’anthologie : p. 115 à 154 .
- Résumé : De retour d'une mission spatiale sur Mars, Jack Westermack revient… différent. En effet, il vit désormais trois minutes et vingt secondes dans le futur. La communication est devenue extrêmement difficile avec lui, puisqu'il répond à des questions qui ne lui ont pas encore été posées, et qu'il agit, raisonne et parle en fonction de ce qu'il fera 200 secondes plus tard. Un véritable mur se construit entre lui et son entourage…
- Remarque : la nouvelle a été également publiée en français sous le titre Homme en son temps dans le Le Livre d'or de la science-fiction : Brian Aldiss.
- Liens externes :
  - Fiche sur iSFdb
  - « Fiche » sur le site NooSFere

### Tous les morceaux de la rive du fleuve
- Auteur : Raphael Aloysius Lafferty
- Titre original : All Pieces of a River Shore
- Publication : 1970
- Place dans l’anthologie : p. 155 à 178
- Nouvelle de genre fantastique
- Résumé : Un homme découvre qu'une immense fresque picturale, représentant les bords du Mississippi, fut peinte à une époque inconnue. Il « tombe amoureux » de cette fresque, et décide de consacrer tous ses loisirs et toutes ses économies à acheter et rassembler le maximum de fragments de cette fresque. Au fur et à mesure qu'il complète les morceaux de sa collection, il se rend compte que cette fresque semble être vivante, et semble avoir été peinte (et peut-être est-elle habitée) par d'étranges et sombres créatures…
- Liens externes :
  - Fiche sur iSFdb
  - « Fiche » sur le site NooSFere

### L'Impasse
- Auteur : Charles Fontenay
- Titre original : Blind Alley
- Place dans l’anthologie : p. 179 à 191

### Le Cercueil de glace
- Auteur : Roger Zelazny
- Titre original : The Graveyard Heart
- Publication : Mars 1964 dans Fantastic - Stories of Imagination ; publication en France en 1980 sous le titre Le Cœur funéraire
- Place dans l’anthologie : p. 193 à 274
- Traduction de Martine Wiznitzer
- Résumé : En l'an 2000, une compagnie de cryogénisation et de biostase, le Set, permet à ses clients de vivre au ralenti dans la Maison du Sommeil, et donc d'être spectateurs de l'évolution de l'humanité au fil des jours, des mois, des années. Moore décide d'y accéder, mais le processus de sélection est très strict. Parallèlement, il tombe amoureux d'une belle et jeune femme, Leota, à la Fête du Nouveau Millénaire. Les deux amoureux décident de faire partie tous les deux du Set. Mais pendant leur séjour temporel, les choses ne se passent pas comme prévu. Unger, un ancien membre poète s'attaque à Leota. Moore réplique et croit avoir tué Unger. Moore est condamné à la « peine de mort symbolique », à valeur d'avertissement. À la fin de la nouvelle, Moore se met en biostase.
- Liens externes :
  - Fiche sur iSFdb
  - « Fiche » sur le site NooSFere

### L'Homme qui rentrait à pied
- Auteur : James Tiptree, Jr
- Titre original : The Man who Walked Home
- Publication : mai 1972 dans Amazing Science Fiction
- Place dans l’anthologie : p. 275  à 300
- Résumé : Un cataclysme dont les causes sont d'origine humaine réduit le nombre d'humains vivant sur Terre. À l'endroit de l'explosion initiale, en Idaho, le cratère formé commence tout d'abord à accueillir une petite tribu venue du Sud. Un jour de printemps, deux garçons informent la tribu de la présence d'un monstre qui « court sur place ». Les habitants vont voir et n'y trouvent rien. L'année suivante, le même événement se produit : un monstre s'affole au centre du cratère, dégageant un bruit de tonnerre, puis disparaît en une fraction de seconde en laissant s'envoler une poussière aveuglante. Les années, les décennies, les siècles s'écoulent, et le hameau s'étant formé dans le cratère puis, par la suite, le village, crée un véritable mythe autour du monstre, qui au fil des décennies paraît être de moins en moins terrible. Certains parlent d'une âme proférant la souffrance du peuple à la suite du cataclysme. Des chercheurs venus du Nord-Ouest du cratère viennent assister à l'apparition annuelle de l'étrange créature. Ils expliquent aux habitants qu'ils ont retrouvé le journal d'un homme qui avait jadis vécu au moment du cataclysme. Ce journal révèle que son ami a réussi à créer une machine à voyager dans le temps, pas encore finalisée. On apprend que le créateur de cette machine, qui semblerait se prénommer John Delgano, a voyagé 50 000 ans dans le futur. Mais, dans la mesure où la machine avait été conçue pour prendre en compte les positions par rapport à la Terre, l'homme apparaît un bref instant tous les ans, puisqu'il n'y a qu'un seul instant où sa position de départ correspond à la position du sol de la Terre, sur son orbite. L'homme, qui voyageait du passé au futur, « rebrousse chemin » pour un motif inconnu. Plus les années s'écoulent, plus l'homme est proche de son départ dans le Temps. Au début de la nouvelle, les habitants avaient vu le voyageur en fin de vie, alors qu'il manquait d'oxygène dans sa combinaison spatiale. En fin de compte, plus l'humanité évolue dans le temps, plus elle voit Delgano dans des actions antérieures. L'homme rentre effectivement à pied chez lui : il revient à son époque.
- Remarque : la nouvelle a été également titrée La Longue Marche dans Le Livre d'or de la science-fiction : James Tiptree.
- Liens externes :
  - Fiche sur iSFdb
  - « Fiche » sur le site NooSFere

### Terrain perdu
- Auteur : David Irvine Masson
- Titre original : Lost Ground
- Publication : Décembre 1966
- Place dans l’anthologie : p. 301 à 336
- Résumé : Dans un monde parallèle où ce sont les conditions météorologiques qui déterminent l'humeur des gens, Roydon est appelé à son travail. On lui apprend que son fils, alors que des jeunes raccompagnent les maternelles chez eux à pied, est mort à la suite d'une crise d'angoisse provoquée par une « bourrasque de dépression ». L'enfant se serait alors jeté sur la route comme un fou et aurait été renversé par une voiture. La femme de Roydon, Miriel, tombe alors en dépression « personnelle ». Roydon décide de l'emmener dans un endroit reculé et sauvage de l'ouest, pensant que ça lui ferait du bien. Les congés se déroulent normalement jusqu'à ce que Roydon aille au bar. Là, il entend discrètement une conversation entre paysans. Ils parlent d'un champ dans lequel des chiens ont déjà disparu et où des lapins pris en chasse ont subi le même sort. Roydon décide d'enquêter et d'aller sur les lieux avec sa femme. Il voit une forme étrange en haut d'une colline et décide d'aller voir ce qu'il en est en proposant à sa femme de ne pas bouger. Arrivé en haut, il ne voit rien ; mais en regardant au lointain, il aperçoit une tache s'envoler près des haies. Roydon redescend, puis il constate que sa femme a disparu. Peut-être était-ce elle, pense-t-il. Curieux et surtout très inquiet, il cherche plus loin sa femme et se retrouve au fur et à mesure dans un monde de plus en plus étrange. Il entend un hélicoptère en vitre vert-foncé qui lui descend une échelle à laquelle il monte. Les voyageurs lui expliquent qu'il est désormais soixante ans plus tard que son monde, qu'il a voyagé dans le temps, et que la planète se recouvre peu à peu « d'enclaves spatio-temporelles » qui sont très envahissantes. Du coup, on peut apercevoir des enclaves, des endroits, de différentes époques partout sur le champ, champ qui est le premier lieu à avoir été envahi. Ces enclaves sont dangereuses car s'y aventurer risque d'entraîner le voyageur dans une autre époque ; c'est ce qui s'est passé pour Miriel puis pour Roydon. À la fin de la nouvelle, Roydon rencontre un homme habillé « façon XVIIIe siècle » qui lui explique que sa femme est arrivée ici il y a longtemps, qu'elle y a vécu, que c'était une femme très appréciée. Elle a attendu son mari depuis son arrivée jusqu'à sa mort, intervenue quelques jours auparavant.
- Liens externes :
  - sur iSFdb
  - « Fiche » sur le site NooSFere

### Pitié pour les Tempnautes!
- Auteur : Philip K. Dick
- Titre original : A little something for us Tempunauts
- Publication : 1974
- Place dans l’anthologie : p. 337 à 371
- La nouvelle a été aussi traduite en français sous le titre : Un p'tit quelque chose pour nous autres, les temponautes.
- Résumé : De même que les Américains étaient opposés aux Soviétiques dans le cadre de la course à l'espace, les deux pays sont opposés dans la course à la conquête du voyage dans le temps. Les Soviétiques ayant envoyé deux Tempnautes cinquante années dans le futur, les autorités américaines ont décidé d'envoyer cent ans dans le futur trois Tempnautes, Doug, Crayne et Benz. Au moment du lancement, un problème survient et les trois Tempnautes sont tués sur le coup. Or le lecteur apprend que les Tempnautes ont été envoyés seulement une semaine dans l'avenir, et ils apparaissent sur Terre le jour où doivent se dérouler leurs obsèques : ils sont à la fois déjà morts, mais encore vivants… De plus, on apprend que les Tempnautes sont « coincés » à cette date, et qu'ils sont condamnés à revivre indéfiniment cette journée…
- Liens externes :
  - Fiche sur iSFdb
  - « Fiche » sur le site NooSFere

### Une vie toute tracée
- Auteur : Henry Slesar
- Titre original : The moving Finger Types
- Publication : 1968
- Place dans l’anthologie : p. 373 à 382
- Nouvelle de genre fantastique
- Résumé : Hollywood, Los Angeles. Legget explique à son copain Mitch qu'il a fait une découverte incroyable : de même que les films, avant d'être tournés, font l'objet de scénarios détaillés et de scripts très précis, les vies des êtres humains sont elles aussi « préécrites et supervisées » par des êtres supérieurs, quasiment des dieux. Il a fait cette découverte en se rendant, il y a quelques jours, dans une prétendue maison de production nommée Destinée Productions, qui archive des scénarios de vie de milliers (si ce n'est de millions) d'individus. Ayant menacé son interlocuteur, Ankim, de tout révéler au grand public, on lui a permis de lire la « scène suivante » de sa propre vie, consistant en une embauche auprès de Marty Lang. Et effectivement, quand ce matin il s'est présenté au bureau de Lang, l'entretien s'est déroulé exactement comme prévu par le script qu'il avait lu la veille. Un seul problème le tarabuste : quand il a pris congé d'Ankim, ce dernier s'est dirigé, la « bio » de Legget à la main, vers la « salle de réécriture » : est-ce un bien pour lui, ou non ? Après que Mitch, totalement incrédule, eut pris congé de Legget, ce dernier comprend ce que signifie la réécriture : il voit disparaître petit à petit ses membres, son corps se dissolvant dans le néant…
- Liens externes :
  - Fiche sur iSFdb
  - « Fiche » sur le site NooSFere

### Et lire la chair entre les lignes
- Auteur : Raphael Aloysius Lafferty
- Titre original : And read the Flesh between the Lines
- Publication : 1974
- Place dans l’anthologie : p. 383 à 407
- Résumé : De vieux amis se retrouvent après plusieurs années et, après la révélation de la découverte d'un Homo Sapiens par l'un d'eux, parlent du comportement du temps vis-à-vis de l'Histoire et du fait que des siècles entiers explosent, et même que certaines grandes figures historiques telles des présidents des États-Unis disparaissent mystérieusement de l'Histoire...
- Liens externes :
  - Fiche sur iSFdb
  - « Fiche » sur le site NooSFere

### Le Répit du guerrier
- Auteur : David Irvine Masson
- Titre original : Traveler's Rest
- Publication : 1965
- Place dans l’anthologie : p. 409 à 437
- Résumé : Sur une planète déformée autant sur le plan spatial que sur le plan temporel, un guerrier sur le front à qui on donne la Liberté retourne à la vie civile à l'ouest (ou au sud). Le personnage obtient progressivement une vie professionnelle, amoureuse, et fait des enfants avec sa femme bien-aimée. Mais quand, des décennies plus tard, des militaires l'obligent à retourner au front, il ne saisit pas. Puis ils lui expliquent qu'ils ont besoin de lui sur le front. Et alors il comprend : pendant qu'il avait eu une vie entière de l'autre côté du pays, une dizaine de minutes seulement s'était écoulée sur le front.
- Liens externes :
  - Fiche sur iSFdb
  - « Fiche » sur le site NooSFere